# Maasen
Maasen község Németországban, Alsó-Szászországban, a Diepholzi járásban. Lakosainak száma 444 fő (2023. december 31.).